# Pieni Jänkäsalo
Pieni Jänkäsalo är en ö i sjön Saimen och i kommunen Taipalsaari i landskapet Södra Karelen, i den södra delen av Finland, 210 km nordost om huvudstaden Helsingfors. Öns area är 2,55 kvadratkilometer och dess största längd är 2,9 kilometer i öst-västlig riktning. Den ligger söder om Suuri Jänkäsalo.